# Organizzazione per la cooperazione economica europea
L'Organizzazione per la Cooperazione Economica Europea (OECE) è stata un'organizzazione internazionale attiva dal 1948 al 1961. Fu istituita il 16 aprile 1948 per controllare la distribuzione degli aiuti statunitensi del Piano Marshall per la ricostruzione dell'Europa dopo la seconda guerra mondiale e favorire la cooperazione e la collaborazione fra i Paesi membri. Fu la prima organizzazione internazionale a svilupparsi in Europa nel dopoguerra.
Nel 1961 fu riorganizzata e si trasformò nell'Organizzazione per la Cooperazione e lo Sviluppo Economico (OECD o OCSE in Italiano).
L'organizzazione aveva sede allo Château de la Muette a Parigi.

## Storia
La cooperazione economica tra gli aderenti fu essenzialmente sviluppata attraverso la promozione della liberalizzazione dei rispettivi scambi commerciali e dei movimenti di capitali.
Nel 1950 i paesi membri dell'OECE diedero vita all'Unione Europea dei pagamenti (UEP) che introduceva un sistema di pagamenti multilaterali, permettendo una compensazione dei crediti in una moneta europea di uno stato membro verso l'altro. Questo sistema si trasformò nel 1959 in un regime di piena convertibilità delle monete, con mutamento dell'UEP nell'accordo monetario europeo.
La creazione della Comunità Economica Europea (CEE) nel 1957 e la creazione dell'Associazione europea di libero scambio (EFTA) nel 1960 resero necessaria una revisione dell'OECE. Il 14 dicembre 1960 a Parigi venne firmata una nuova convenzione, che istituì l'Organizzazione per la Cooperazione e lo Sviluppo Economico (OCSE). L'OCSE entrò in funzione il 30 settembre 1961 e sostituì l'OECE.

## Scopi
- creare le condizioni più appropriate per la realizzazione del comune programma di ricostruzione economica e di sviluppo della produzione industriale
- promuovere la cooperazione tra gli stati membri
- sviluppare i piani nazionali di ricostruzione
- incentivare i commerci tra i paesi europei, riducendo le tariffe e gli altri ostacoli all'espansione dei commerci
- studiare la fattibilità per la creazione di un'unione di mercati o una libera area commerciale
- raggiungere migliori condizioni di lavoro

## Segretari generali
- 1948–1955:  Robert Marjolin.
- 1955–1960:  René Sergent.
- 1960–1961[1]:  Thorkil Kristensen.

## Paesi membri
Dell'OECE hanno fatto parte 18 Paesi, di cui 16 fin dalla sua istituzione. Dal 1948 al 1954 vi fece parte anche il Territorio Libero di Trieste.
Paesi fondatori:
- Austria;
- Belgio;
- Danimarca;
- Francia;
- Grecia;
- Irlanda;
- Islanda;
- Italia;
- Lussemburgo;

- Norvegia;
- Paesi Bassi;
- Portogallo;
- Regno Unito;
- Svezia;
- Svizzera;
- Territorio Libero di Trieste[2];
- Turchia.

Paesi che hanno aderito all'OECE successivamente:
- Germania Ovest (1955);
- Spagna (1959).